# Betanina
La betanina, rosso di barbabietola o E162, nella codifica europea degli additivi alimentari, è un glicoside naturale di colore rosso estratto dalla barbabietola. Viene utilizzata come Colorante alimentare.
La sua formula di struttura è a base esagonale, per la presenza del carbonio.